# Estado fundamental

Diagrama dos orbitais HOMO e LUMO de uma molécula.

Em mecânica quântica um estado fundamental, também chamado de estado estacionário, é aquele na qual a densidade de probabilidade não varia com o tempo.
Uma partícula nunca tem energia igual à zero, pois assim ela teria uma velocidade e posição definida, contrariando o princípio da incerteza de Heisenberg. Mas muito pelo contrário, ela pode ter uma quantidade mínima de energia, chamado estado fundamental, ou seja, ela teria denominadas flutuações de energia. Como consequência os estados estacionários têm uma energia definida, ou seja, são autofunções do Hamiltoniano do sistema.
Como é uma autofunção do Hamiltoniano, um estado estacionário não está sujeito a alteração ou decaimento (a um estado de menor energia). Na prática, os estados estacionários não são "estacionários" para sempre. Realmente se referem a autofunções do Hamiltoniano no que se tem ignorado pequenos efeitos perturbativos. Esta terminologia permite discutir as autofunções do Hamiltoniano não perturbado considerando que a perturbação pode causar, eventualmente, o decaimento do estado estacionário. Isto implica que o único estado estacionário de verdade é o estado fundamental.
Como exemplo simples, um elétron, no estado fundamental, precisa de energia extra para mover-se até uma órbita mais externa, mais distante do núcleo. Já um elétron, ao mover-se de uma órbita mais elevada para uma órbita mais interna, mais próxima do núcleo, libera energia.